# Нематофитовые водоросли
Нематофи́товые водоросли, или Нематофи́ты (лат. Nematóphyta) — отдел водорослей, описанный Уильямом Лангом в 1937 году

## Описание
Это довольно крупные вымершие водоросли. Внешне выглядят как стволы деревьев длиной до нескольких метров и около полуметра в диаметре. Встречались повсеместно в ордовике и девоне. Положение группы дискутируется. Разные авторы считают нематофитов грибами, водорослями, лишайниками, печеночниками, животными или промежуточной группой между растениями и животными. В России ископаемые представители нематофитов встречаются в Ленинградской области.

## Классификация
Известно три рода нематофитов и 10 видов.
- Nematothallus
- Cosmochlaina
- Nematoplexus